# Burg Schöneck (Südtirol)
Burg Schöneck ist eine hochmittelalterliche Burg bei Mühlen in der Gemeinde Pfalzen in Südtirol (Italien).

## Lage
Burg Schöneck ist nördlich über dem Pustertal auf einer breiten Hangstufe oberhalb von Kiens gelegen.
Sie befindet sich in Privatbesitz und ist nicht zugänglich.

## Geschichte
Die Burg wurde im 12. Jahrhundert von den Herren von Rodeneck erbaut. Urkundlich wurde sie erstmals 1155 und 1164 erwähnt. Sie war mit vollständiger Gerichtsbarkeit versehen und zunächst ein Lehen des Hochstifts Brixen, danach Besitz der Meinhardiner. Hugo von Schöneck brach 1189 zum dritten Kreuzzug auf, auf dem er verstarb; zuvor vermachte er seine Güter in Rodeneck, Vals und Schalders an das Stift Neustift. 1342 ist Engelmar von Villanders als Inhaber des Gerichts von Schöneck urkundlich belegt. Nach 1348 fielen alle Besitzungen der Herren von Villanders nördlich der Haslacher Klause wieder an die Grafen von Görz, die sie von Pflegern verwalten ließen.
Die Burg gilt als möglicher Geburtsort des spätmittelalterlichen Ritters und Dichterkomponisten Oswald von Wolkenstein (1376/77–1445). Dies ist historisch nicht eindeutig belegt, gilt aber als die wahrscheinlichste Variante, da Friedrich von Wolkenstein, Oswalds Vater, in den in Frage kommenden Jahren als „Hauptmann (Pfleger) von Schöneck“ siegelte.

## Anlage
Bergfried, Zwinger und Mauer sind erhalten und wurden in den vergangenen Jahren restauriert. In der Ruine der Burgkapelle sind Reste eines Freskos aus der Werkstatt von Michael Pacher erhalten.